# Krążownik lekki

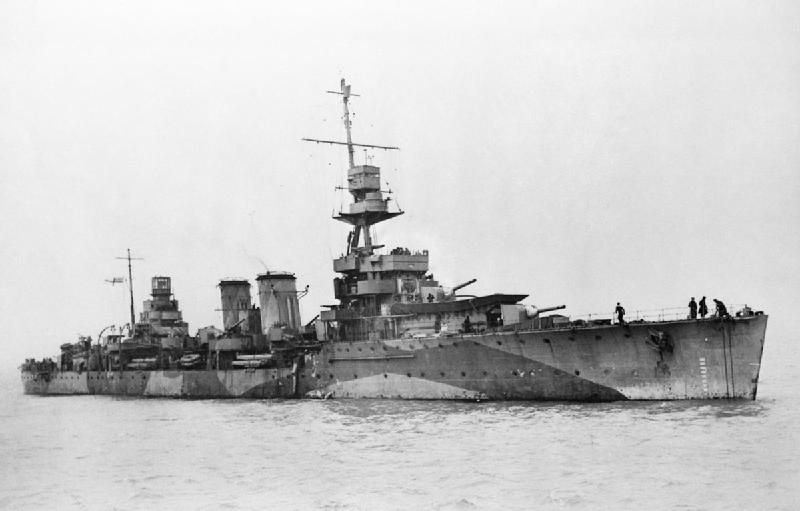
Brytyjski krążownik lekki HMS „Dauntless” typu D.

Krążownik lekki – klasa dużych okrętów artyleryjskich, podklasa krążowników, powstała na początku XX wieku. Intensywnie używane podczas obu wojen światowych. Później, podobnie jak i inne okręty artyleryjskie, klasa zanikła. Do tej klasy należały też krążowniki przeciwlotnicze.

## Historia

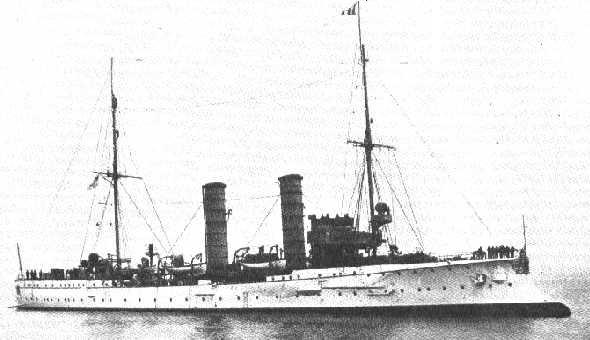
Jeden z pierwowzorów krążowników lekkich – niemiecki SMS „Niobe” typu Gazelle z 1900

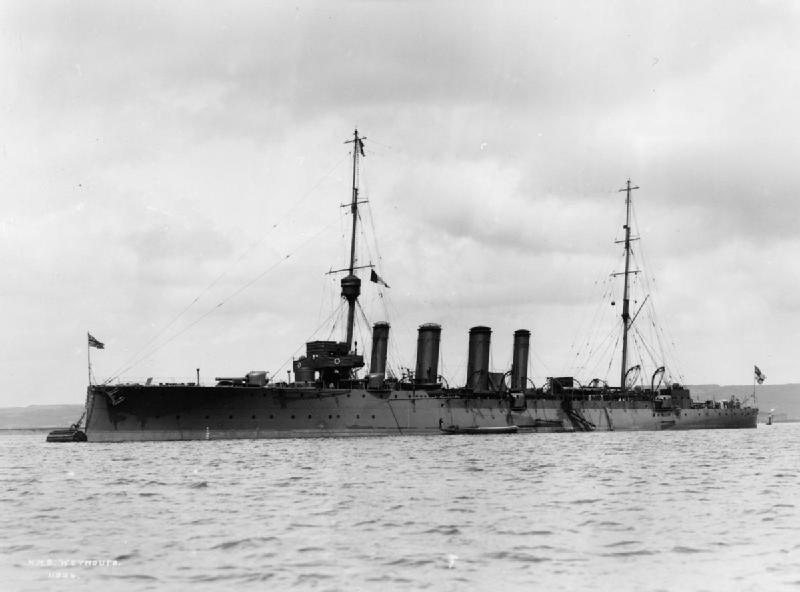
Brytyjski krążownik lekki z okresu I w.św. – HMS „Weymouth” typu Bristol

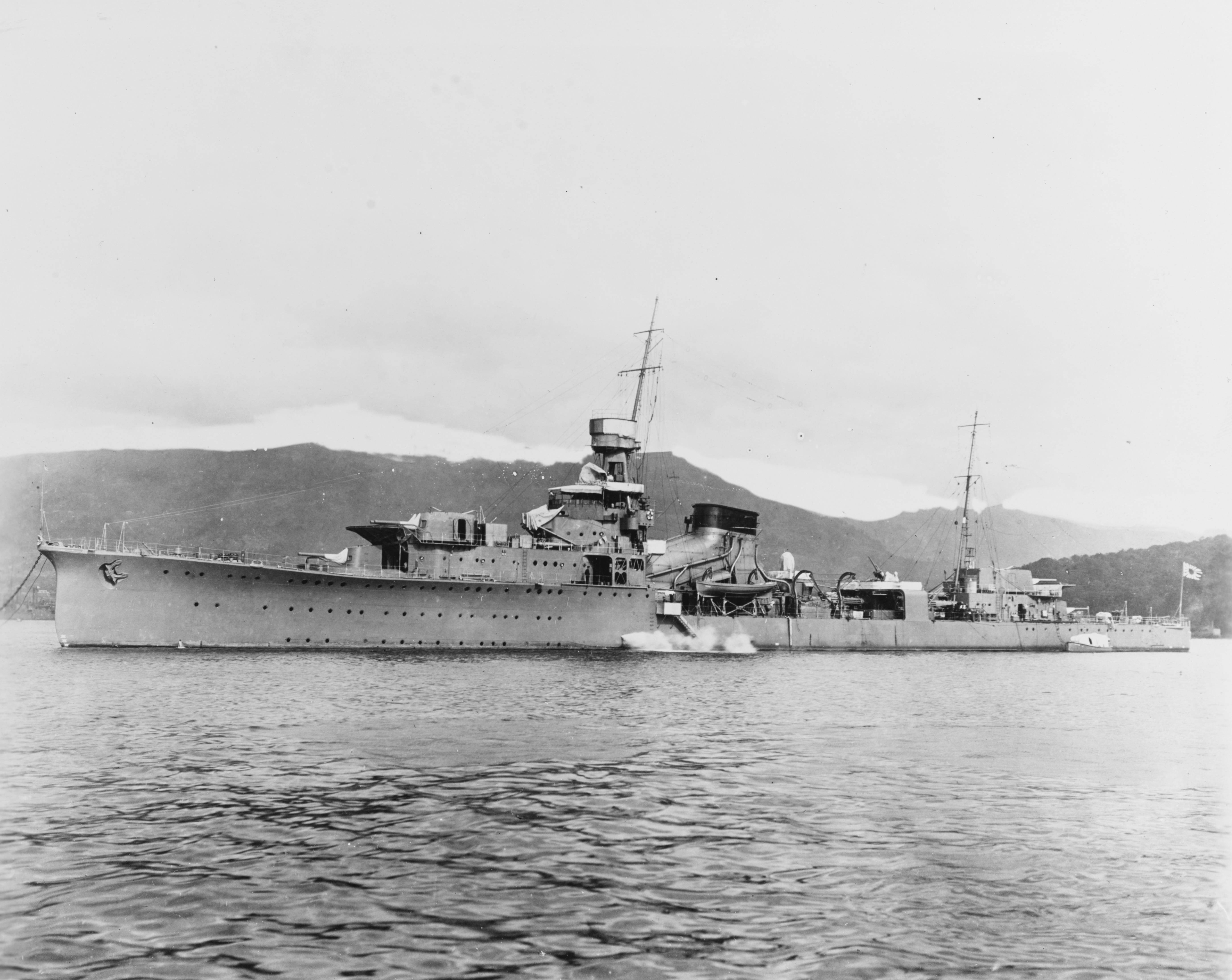
Japoński mały krążownik lekki „Yūbari” z 1923

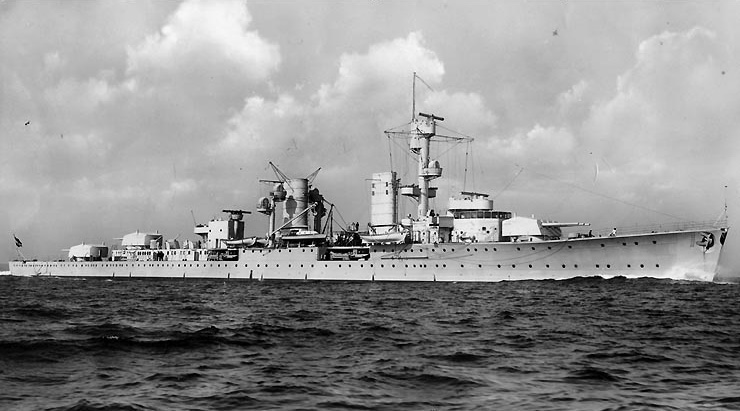
„Karlsruhe” (Niemcy, 1929)

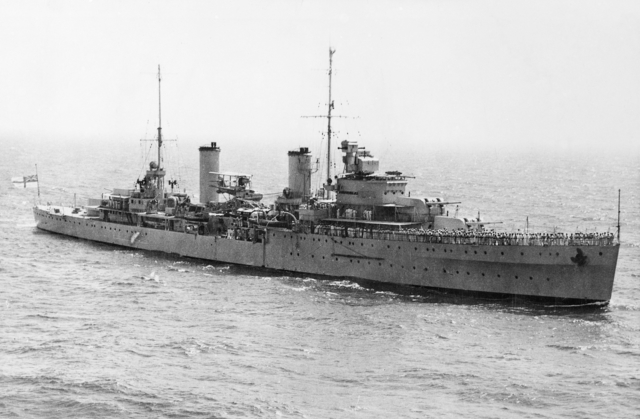
HMAS „Sydney” (Wielka Brytania/Australia, 1935)

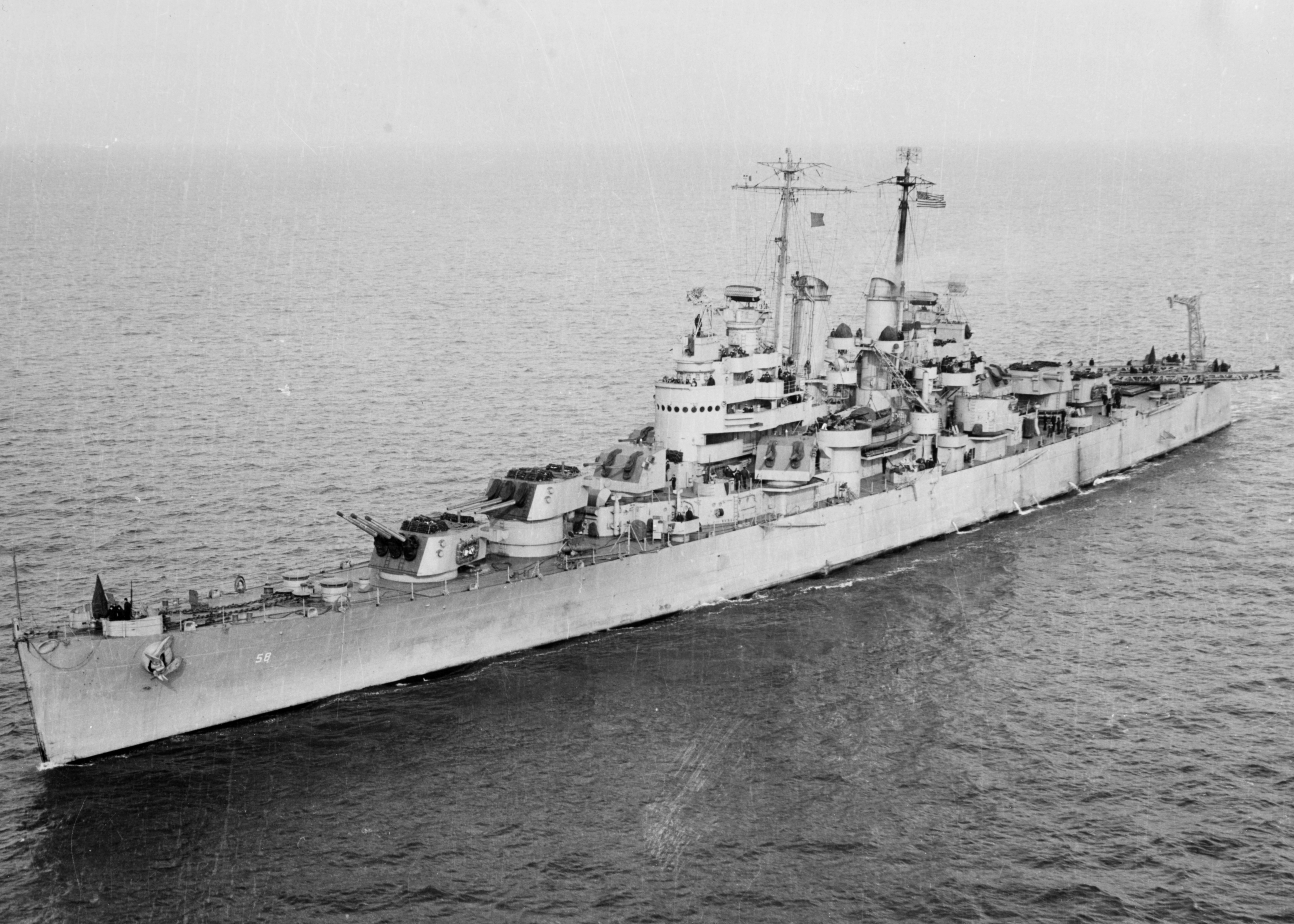
USS „Denver” (USA, II w.św.)

Klasa krążowników lekkich wykształciła się w pierwszym dziesięcioleciu XX wieku, wywodząc się bezpośrednio z krążowników pancernopokładowych małej lub średniej wielkości. Nie ma ona jednak ściśle określonego początku pod względem konstrukcyjnym. Część autorów za pierwsze krążowniki lekkie uważa niemieckie okręty typu Gazelle (w służbie od 1900, ok. 3000 t wyporności, 10 dział 105 mm) i następne. Okręty takie w mniejszym stopniu miały wypełniać tradycyjne zadania krążowników, jak dalekie rejsy patrolowe, zwalczanie i ochrona żeglugi oraz służba na wodach kolonii, natomiast były dobrze przystosowane do służby na wodach ojczystych – prowadzenia rozpoznania i zwalczania torpedowców i niszczycieli oraz wspierania własnych jednostek tej klasy. Bardziej istotne od dobrej dzielności morskiej stało się silne uzbrojenie z szybkostrzelnych armat kalibru 102–105 mm (w późniejszych typach – do 152 mm). Okręty tego rodzaju przez swoje zbalansowane charakterystyki były ogniwem pośrednim między krążownikami średniej wielkości (klasyfikowanymi w Wielkiej Brytanii i niektórych innych państwach jako krążowniki II klasy i służącymi głównie do ochrony żeglugi), a znanymi już wcześniej małymi krążownikami zwiadowczymi, służącymi do współpracy z niszczycielami (określanymi często jako krążowniki III klasy lub „krążowniki zwiadowcze” – scouts lub scout cruisers). Wkrótce większe krążowniki lekkie, jak brytyjska seria typów Town, przejęły także zadania krążowników dawnej II klasy.
Wczesne krążowniki lekkie z konstrukcyjnego punktu widzenia były krążownikami pancernopokładowymi, lecz od 1910 roku zaczęto powszechnie budować okręty wyposażone w pionowe opancerzenie burtowe, przez co stały się w lepszym stopniu odporne na ogień niszczycieli, a z większych odległości, także okrętów swojej klasy (pierwsze typy krążowników lekkich z burtowym pasem pancernym to brytyjski Chatham i niemiecki Magdeburg, oba w służbie od 1912). Częściowo było to wywołane koniecznością ochrony siłowni, które zwiększały swoje rozmiary w celu osiągania większych mocy i prędkości i nie mieściły się już pod samym pokładem pancernym na wysokości linii wodnej, jak w krążownikach pancernopokładowych. Poza tym, wykształcenie się krążowników lekkich zbiegło się z procesem zastępowania maszyn parowych przez lżejsze i mocniejsze siłownie turbinowe w latach 1905–1909. Nastąpiła też stopniowa zmiana opalania kotłów z węgla na paliwo płynne, co spowodowało brak zasobni węglowych jako części systemu ochrony podwodnej burt. Wykształcone w tej postaci krążowniki nazwano następnie lekkimi (ang. light cruiser), w opozycji do znacznie większych i silniejszych krążowników pancernych, które w tym okresie zaprzestano już budować. Nowa nazwa klasy pojawiła się najpierw w Wielkiej Brytanii w 1912, na określenie nowo budowanych niewielkich krążowników typu Arethusa, wyposażonych w pancerz burtowy. Brytyjczycy podzielili następnie ogół posiadanych krążowników na klasy krążowników oraz krążowników lekkich, określając jako krążowniki lekkie także starsze okręty. W kolejnych latach nazwa klasy krążowników lekkich, za przykładem największej marynarki brytyjskiej, stopniowo rozpowszechniła się na świecie. Generalnie stosowano ją na określenie małych i średnich krążowników, z artylerią o kalibrze do 152–155 mm (6 cali). Nowe krążowniki lekkie za zadanie miały głównie wspieranie innych sił nawodnych, zwłaszcza zespołów niszczycieli i ochronę własnej floty liniowej przed okrętami torpedowymi wroga, a także zadania zwiadowcze. Większe krążowniki lekkie przejęły także zadania zwalczania i ochrony żeglugi. Krążowniki lekkie pozostały jedyną podklasą krążowników budowaną podczas I wojny światowej (krążowniki liniowe oraz krążowniki pomocnicze zaliczane były do klasy krążowników jedynie nominalnie). Starsze krążowniki, aczkolwiek mogły być również określane jako krążowniki lekkie, odbiegały od nowych konstrukcji przede wszystkim niższą prędkością i brakiem opancerzenia burt.
Przed I wojną światową tylko Wielka Brytania i Niemcy budowały znaczną liczbę nowych krążowników lekkich. Wielka Brytania rozwijała ich dwie linie: wcześniejsze większe okręty, przeznaczone głównie do ochrony żeglugi (seria typów Town, wyporność 4800–5440 t), a następnie mniejsze i szybsze, przeznaczone głównie do działań na wodach europejskich (typy Arethusa, C i D, wyporność 3750–4970 t). Niemcy z kolei budowali początkowo niewielkie krążowniki, lecz ich wielkość następnie wzrastała do 4900–5620 t, natomiast używali ich zarówno na wodach europejskich, jak i do celów rajderskich na oceanach. Niewielką liczbę nowych krążowników lekkich o napędzie turbinowym posiadały podczas I wojny światowej jeszcze tylko Austro-Węgry, Włochy i Japonia, a budowę ich rozpoczęto w Rosji, Holandii i Hiszpanii.
Przez pierwsze lata po I wojnie światowej, do połowy lat 20. budowano głównie krążowniki lekkie projektowane lub nawet rozpoczęte jeszcze podczas wojny (jak brytyjskie typy D i E, japońskie Kuma, amerykańskie Omaha, niemiecki „Emden”, radzieckie Swietłana). Pierwszymi nowoczesnymi powojennymi krążownikami lekkimi był francuski typ Duguay-Trouin oraz japoński mały „Yūbari”, oba rozpoczęte w 1922, które wprowadziły rozmieszczenie artylerii głównej w wieżach w osi symetrii okrętu. W tym samym roku 1922 główne potęgi morskie ograniczyły w traktacie waszyngtońskim wyporność standardową wszystkich krążowników do 10.000 t i kaliber dział do 203 mm. Na skutek traktatu, w drugiej połowie lat 20. państwa morskie skupiły się głównie na budowie krążowników wykorzystujących w pełni limity traktatowe, nazwanych później ciężkimi (waszyngtońskimi). W tym okresie terminologia nie była jeszcze ustalona i w niektórych państwach lekkimi krążownikami nazywano przejściowo także krążowniki waszyngtońskie, z działami 203 mm (np. amerykańskie typu Pensacola). Dopiero kolejny rozbrojeniowy traktat londyński z 1930 po raz pierwszy wprowadził rozróżnienie na krążowniki typu A z działami kalibru ponad 155 mm i typu B, o kalibrze dział do 155 mm. Chociaż traktat nie używał terminologii: krążownik ciężki / lekki, lecz od tej pory powszechnie zaczęto przyjmować ten kaliber dział za rozdzielający klasy krążowników ciężkich (A) i krążowników lekkich (B). Wprowadzając ograniczenia liczby krążowników ciężkich, traktat ten dał impuls do rozwoju i budowy przez główne potęgi morskie licznych nowoczesnych i silnych krążowników lekkich, uzbrajanych w działa o kalibrze ok. 6 cali (149/152/155 mm), niewiele ustępujących wielkością krążownikom ciężkim. Dalsze doprecyzowanie klasy krążowników lekkich przyniósł drugi traktat londyński z 1936, zakreślający dla nowo budowanych krążowników lekkich limit wyporności standardowej do 8000 t, jednakże limit ten przyjęły jedynie Wielka Brytania, USA i Francja. Ograniczeń tych sygnatariusze zaprzestali przestrzegać po wybuchu II wojny światowej, a inne państwa (m.in. ZSRR) nie były nimi wiązane. Oprócz dużych krążowników lekkich o wyporności 8–10 tys. ton, poszczególne państwa budowały też w zależności od potrzeb mniejsze jednostki.
Przeznaczeniem krążowników lekkich było wspieranie lżejszych sił nawodnych, wykonywanie ataków torpedowych, zwalczanie wrogiej żeglugi i ochrona własnej przed wrogimi rajderami. Mniejsze okręty tych typów były wyznaczane do roli liderów niszczycieli – taka praktyka była obecna we flocie japońskiej, choć inne marynarki także stosowały zespoły składające się z krążowników i niszczycieli.
Klasa krążowników lekkich jako okrętów artyleryjskich zanikła stopniowo po II wojnie światowej.
Tak jak i w przypadku innych okrętów o uzbrojeniu artyleryjskim podstawowymi parametrami określającymi siłę bojową były: uzbrojenie, opancerzenie i prędkość.

### Wyporność
Wyporność normalna krążowników lekkich do okresu I wojny światowej wynosiła od ok. 3000 t (np. niemiecki typ Gazelle) do ok. 5400–5600 t (brytyjski typ Chatham i niemiecki Cöln (II)). Większe – do 7000 ton, były okręty budowane, lecz nieukończone przed końcem wojny, jak rosyjski typ Swietłana, holenderski Java i brytyjski typ E. Wyjątkowe pod względem wielkości (9800 ton), były tylko ukończone po wojnie brytyjskie krążowniki typu Hawkins, które jednak z racji uzbrojenia w działa 190 mm, uważane są za prekursorów krążowników ciężkich i których wielkość wpłynęła na powojenny traktatowy limit wielkości krążowników.
Wyporność standardowa okrętów budowanych przed II wojną światową wahała się od około 4000 do 10 000 ton (górna granica wynikająca z traktatu waszyngtońskiego) lub niewiele ponad tę granicę, jednak przeciętnie jednostki tej klasy miały wyporność około 6000–8000 ton. Wyporność pełna była o 2–3 tysiące ton większa (znacząco większe były jedynie japońskie jednostki typu Mogami – początkowo 11 197 t wyporności standardowej, jednak projektowane były z faktycznym przekroczeniem limitów traktatowych, w celu ich późniejszego przezbrojenia na krążowniki ciężkie z artylerią 203 mm, co też miało miejsce).
Wielkość okrętów determinowała w dużej części ich uzbrojenie i możliwości bojowe i dlatego istniała tendencja do budowy jednostek coraz większych. Po wybuchu II wojny światowej, gdy zaprzestano przestrzegania ograniczeń traktatowych, wyporność nowo budowanych krążowników lekkich wzrosła do 11 744 ton w przypadku amerykańskiego typu Cleveland. Dotyczyło to jednak w praktyce tylko okrętów budowanych w USA i po wojnie w ZSRR. Największymi krążownikami lekkimi były powojenne radzieckie typu Swierdłow z 1952 roku (wyporność standardowa 13 600 t) i amerykańskie typu Worcester z 1948 roku (wyporność standardowa 14 700 t, pełna 17 997 t). Długość kadłubów obu typów sięgnęła 207–210 m.

### Prędkość
Drugi wymiar określający siłę okrętów to prędkość. Krążowniki lekkie musiały być szybsze od cięższych okrętów wroga (pancerników), by w razie konieczności móc oderwać się od przeważających sił, z którymi nie było szans na wygranie starcia. Okręty budowane w okresie I wojny światowej rozwijały już 27 węzłów jak np. niemieckie okręty typu Augsburg/Magdeburg i więcej – do nawet 30 węzłów pod koniec wojny. W tamtym okresie była to prędkość w pełni gwarantująca oderwanie się od sił wroga. Dobrym przykładem może być sam krążownik “Augsburg” pod dowództwem komandora Behringa – nieraz wychodził z opałów dzięki swej prędkości.
Wraz z rozwojem i doskonaleniem siłowni okrętowych wzrastała i prędkość. W okresie międzywojennym ustabilizowała się na poziomie 30 do 33 węzłów. Wyjątkiem były okręty japońskie, które były budowane tak, aby przy ich mniejszej liczbie, mieć przewagę nad potencjalnymi przeciwnikami. Okręty japońskie rozwijały prędkość nawet 35,25 węzła w przypadku okrętów typu Jintsu zwodowanego w 1923 roku. Kolejny japoński typ krążowników lekkich z okresu II wojny światowej Agano rozwijał 35 węzłów. Jeszcze szybsze okręty budowali Włosi – począwszy od typu di Giussano (Condottieri A) z 1931 roku, rozwijającego 36 węzłów, po małe krążowniki typu Capitani Romani z okresu II wojny światowej, osiągające aż 40 węzłów. W większości przypadków jednak duża szybkość krążowników, wymagająca dużych siłowni, pociągała za sobą słabe opancerzenie.

### Uzbrojenie

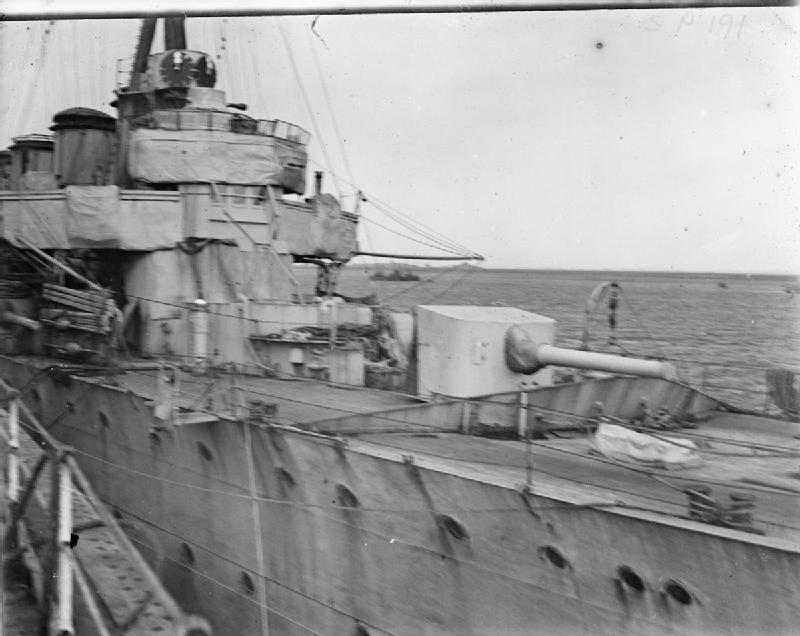
Działo 152 mm na dziobie brytyjskiego krążownika HMS „Chester” z okresu I wojny światowej

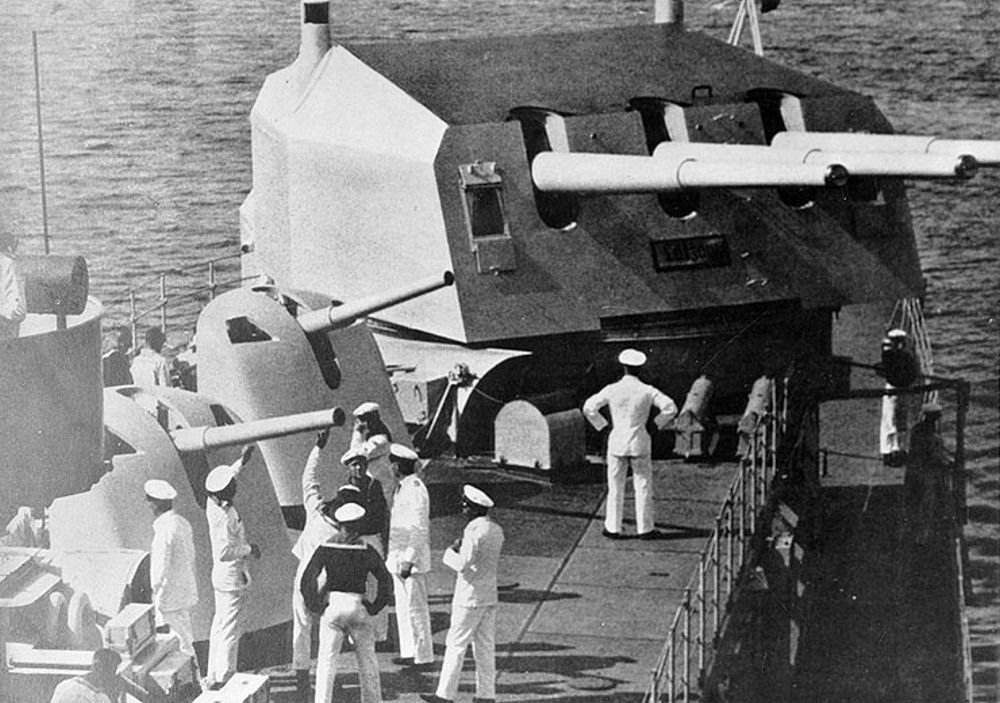
Wieża dział 15 cm i działa przeciwlotnicze na niemieckim krążowniku „Königsberg”.

Trzecim i zarazem ostatnim parametrem określającym siłę bojową okrętu jest jego uzbrojenie. W tym wypadku jest to głównie artyleria uzupełniana wyrzutniami torpedowymi.
Przed I wojną światową stosowano najczęściej działa kalibru 102–105 mm, rzadziej 120 mm, ewentualnie mieszane z mniej licznymi działami kalibru 152 mm. Brytyjczycy od 1911 zaczęli stosować na większych, a później także na mniejszych okrętach jednorodną artylerię kalibru 152 mm (6 cali), który następnie stał się najbardziej typowym dla krążowników lekkich. Niemcy polegali na uzbrajaniu okrętów w liczne bardziej szybkostrzelne działa 105 mm i, dopiero gdy doświadczenia wojenne wykazały znacznie większą wartość silniejszych dział, poszli w ślady Brytyjczyków, uzbrajając krążowniki lekkie w działa 149 mm (15 cm) i przezbrajając tak starsze okręty.
Najczęściej na okrętach tej klasy budowanych po I wojnie światowej montowano działa artylerii głównej kalibru 152 mm lub zbliżonych: 149 mm (niemieckie) lub 155 mm (część francuskich i japońskich). Rzadko stosowane były działa mniejszych kalibrów 130–140 mm. Ponadto na krążownikach przeciwlotniczych stosowano działa kalibru 102 do 133 mm i były to działa uniwersalne, przystosowane do zwalczania zarówno celów morskich, jak i powietrznych. Liczba dział była dość ściśle powiązana z wypornością – im większa, tym więcej dział można ustawić na pokładzie. Tak na przykład japońskie okręty typu Tenryū miały wyporność 3230 ton i posiadały 4×140 mm i 6 wyrzutni torped kalibru 533 mm, typ Jintsu miał wyporność 5195 ton i miał 7 dział 140 mm oraz 8 wyrzutni torped 609 mm. Typ Agano zwodowany w 1942 roku miał wyporność 6650 ton, uzbrojony był w 6 dział 152 mm, 4×76 dział przeciwlotniczych i 8 wyrzutni torped kalibru 609 mm. Typ Mogami miał odpowiednio: 11.197 ton, 15×152 mm, 8×127 mm plot i 12 wyrzutni torped kalibru 609 mm.
Wśród okrętów alianckich sytuacja wyglądała trochę inaczej – po pierwsze marynarka amerykańska zwodowała serię okrętów typu Brooklyn będących odpowiednikami japońskich okrętów typu Mogami. Przy wyporności 9700 ton miały 15×152 mm i 8×127 mm dział plot. nie posiadając wyrzutni torpedowych. US Navy zwodowała też serię krążowników przeciwlotniczych typu “Atlanta”, całe uzbrojenie artyleryjskie tych okrętów mogło zwalczać samoloty i składało się z 16 dział uniwersalnych kalibru 127 mm i uzbrojenia przeciwlotniczego małego kalibru.
Wśród krążowników brytyjskich sytuacja wyglądała nieco inaczej – przede wszystkim Royal Navy nie czuła się zmuszona do budowania okrętów mogących zmierzyć się z japońskimi typu “Mogami”. Głównym przeznaczeniem krążowników brytyjskich była ochrona żeglugi przed rajderami i z tego powodu okręty brytyjskie musiały być nieco większe i silniej uzbrojone od swych niemieckich odpowiedników. Krążownik “Apollo” zbudowany w 1934 roku i przekazany potem marynarce australijskiej był tego dobrym przykładem – miał wyporność 7105 ton i był uzbrojony w 8 dział kalibru 152 mm, 8×102 plot i 8 wyrzutni torped 533 mm. Krążowniki typu “Southampton” zbudowane w 1937 roku miały wyporność 9100 ton i były wyposażone w 12 dział kalibru 152 mm, 8 przeciwlotniczych 102 mm, 6 wyrzutni torpedowych 533 mm. Dla przykładu niemieckie krążowniki lekkie typu K (Koenigsberg) miały wyporność 6000 ton i uzbrojone były w 9 dział 150 mm i 4–8 uniwersalnych 88 mm.
Oprócz artylerii w skład uzbrojenia wchodziły wyrzutnie torpedowe, zazwyczaj montowano od 6 do maksymalnie 12 (np. niemiecki typ K). Kaliber torped zazwyczaj stosowanych wynosił 533 mm lub 609 mm w przypadku okrętów japońskich.

### Krążowniki przeciwlotnicze
Krążowniki przeciwlotnicze były podklasą stosunkowo młodą. Ich powstanie było spowodowane wzrastającą rolą lotnictwa i skutecznością samolotów. Jako pierwsi stworzyli takie okręty Brytyjczycy potrzebujący jednostek eskortowych dla swoich konwojów nękanych zarówno przez U-Booty na Atlantyku, jak i lotnictwo państw Osi na Morzu Śródziemnym. Pierwsze okręty tej klasy były przebudowanymi okrętami typu C. Istniejące działa kalibru 152 mm zamieniono na przeciwlotnicze kalibru 102 mm i dodano dodatkowe działka mniejszych kalibrów niedużym kosztem uzyskując potrzebne okręty eskortowe. Potem już budowano okręty przeciwlotnicze od podstaw, takie jak: brytyjskie typu Dido uzbrojone w 10 dział przeciwlotniczych kalibru 133 mm, czy amerykańskie typu „Atlanta” wyposażone w 16 dział kalibru 127 mm.

### Zanik
Zanik tej klasy po drugiej wojnie światowej był naturalną tendencją – artyleria ustąpiła miejsca samolotom, a po kilkunastu latach po wojnie niektóre okręty, których jeszcze nie pocięto na złom, przezbrajano zastępując działa rakietami, tworząc krążowniki rakietowe.
W kilku państwach po wojnie ukończono jeszcze krążowniki lekkie rozpoczęte przed wojną lub w jej trakcie (USA, Wielka Brytania, Francja, Holandia), natomiast jedynymi okrętami tej klasy nowo zbudowanymi po II wojnie światowej, była radziecka seria typu Swierdłow, które weszły do służby w latach 1951–1955 (było to wbrew tendencjom światowym, lecz ZSRR nadrabiał w ten sposób niewielką liczbę posiadanych wcześniej krążowników). Niewielka część krążowników lekkich została po wojnie przebudowana na krążowniki rakietowe. Ogół krążowników lekkich został wycofany z marynarek państw europejskich i USA do początku lat 70., dłużej przetrwały w służbie jednostki radzieckie oraz sprzedane po wojnie do państw Azji i Ameryki Południowej.

### Polskie krążowniki lekkie
ORP „Dragon”, ORP „Conrad”.